# Corythoichthys flavofasciatus
Corythoichthys flavofasciatus es una especie de pez de la familia Syngnathidae en el orden de los Syngnathiformes.

## Reproducción
Es ovovivíparo y el macho transporta los huevos en una bolsa ventral, la cual se encuentra debajo de la cola.

## Morfología
- Los machos pueden alcanzar los 12 cm de longitud total.

## Depredadores
En la Polinesia Francesa es depredado por Epinephelus Merri .

## Hábitat
Es un pez  de mar y de clima tropical y asociado a los arrecifes de coral que vive hasta los 25 m de profundidad.

## Distribución geográfica
Se encuentra desde el Mar Rojo y el África Oriental hasta las Tuamotu, las Islas Ryukyu, el norte de Australia y las Islas Australes.